# Limbowe Przełączki
Limbowe Przełączki – trzy przełączki w głównej grani Młynarza w słowackich Tatrach Wysokich. Znajdują się w masywie Skoruśniaka, który oddziela Dolinę Żabich Stawów Białczańskich od Doliny Białej Wody. Ich otoczenie porasta las urwiskowy z limbami.
Limbowe Przełączki znajdują się w najbardziej na północ wysuniętej części Skoruśniaka. Kolejno wyróżnia się w niej::
- I Anioł (Veľký anjel), 1681 m
- Limbowa Przełączka (Limbová štrbina)
- Zadnia Limbowa Turniczka (Zadná limbová vežička)
- Zadnia Limbowa Szczerbina (Zadná limbová štrbina)
- Pośrednia Limbowa Turniczka (rostredná limbová vežička)
- Skrajna Limbowa Szczerbina (Predná limbová štrbina)
- Skrajna Limbowa Turniczka (Predná limbová vežička)[1]

Autorem nazw wszystkich Limbowych Przełączek i Limbowych Turniczek jest Władysław Cywiński, autor jedynego szczegółowego przewodnika po masywie Młynarza. Nawiązał ich nazwami do limb rosnących w otoczeniu przełączek. Nazwy słowackie na podstawie Czterojęzycznego słownika nazw Tatr Wysokich. Są tłumaczeniami nazw polskich.

## Drogi wspinaczkowe
Przez Limbowe Przełączki prowadzi droga wspinaczkowa, ale cały masyw Młynarza jest zamknięty dla turystów i taterników. Jest to obszar ochrony ścisłej Tatrzańskiego Parku Narodowego.
1. Granią od Limbowych Turniczek do Pośredniej Skoruszowej Przełęczy; kilka miejsc III, jedno miejsce IV, 4 godz.[1]